# Sula (affluente del Mezen')
La Sula è un fiume della Russia europea nordoccidentale (Oblast' di Arcangelo), affluente di destra del Mezen'.
Il fiume ha origine sui contrafforti meridionali della cresta Kosminskij Kamen'  e scorre in direzione sud-ovest nella taiga. La sorgente è vicina a quella della Cil'ma (affluente della Pečora). Confluisce nel Mezen a 337 km dalla foce, a nord del villaggio di Zasul'e. Ha una lunghezza di 221 km, il suo bacino è di 2 210 km².